# Pollock: La vida d'un creador
Pollock: La vida d'un creador (títol: Pollock) és una pel·lícula estatunidenca del 2000 produïda i dirigida per Ed Harris. Protagonitzada per ell mateix en el paper principal, Marcia Gai Harden, Val Kilmer i Amy Madigan en els papers principals. Ha estat doblada al català
Basada en la vida del pintor abstracte nord-americà Jackson Pollock.

## Argument
El film narra la vida de Jackson Pollock, pintor nord-americà de complexa personalitat i addicte a l'alcohol, des que busca l'èxit entre el món artístic en la dècada de 1940, fins a la seva mort el 1956.
Al costat d'ell apareixen en la pantalla tant la seva família, com a noms rellevants de la cultura nord-americana de la postguerra: la pintora Lee Krasner (Marcia Gai Harden), amb qui acaba casant-se; el pintor d'origen neerlandès Willem de Kooning (Val Kilmer); el seu mecenes Peggy Guggenheim (Amy Madigan), etc. Pollock pasa en molt pocs anys de ser un complet desconegut, a convertir-se en l'artista nord-americà més rellevant del seu temps.

## Repartiment
- Ed Harris: Jackson Pollock
- Marcia Gay Harden: Lee Krasner
- Tom Bower: Dan Miller
- Jennifer Connelly: Ruth Kligman
- Bud Cort: Howard Putzel
- John Heard: Tony Smith
- Val Kilmer: Willem DeKooning
- Robert Knott: Sande Pollock
- David Leary: Charles Pollock
- Amy Madigan: Peggy Guggenheim
- Sally Murphy: Edith Metzger
- Molly Regan: Arloie Pollock

## Premis i nominacions

### Premis
- 2001. Oscar a la millor actriu secundària per Marcia Gay Harden

### Nominacions
- 2001. Oscar al millor actor per Ed Harris